# Cantone di Habsheim
Il Cantone di Habsheim era una divisione amministrativa dell'arrondissement di Mulhouse.
A seguito della riforma approvata con decreto del 21 febbraio 2014, che ha avuto attuazione dopo le elezioni dipartimentali del 2015, è stato soppresso.

## Composizione
Comprendeva i comuni di
- Eschentzwiller
- Habsheim
- Riedisheim
- Rixheim
- Zimmersheim